# Чорні Брати
Чо́рні Брати́ (рос. Чёрные братья, яп. 知理保以島 Chiripoi-to) — група островів в Південній групі Великої гряди Курильських островів у Росії.
Протокою Бусоль на півночі острови відділяються від острова Симушир, протокою Уруп на півдні — від острова Уруп. Між собою вони розділені протокою Сноу.
Архіпелаг складається з 3 островків та кількох морських скель:
- Брат Чирпоєв
- Морської Видри
- Чирпой

Площа архіпелагу становить 34 км². Незалюднені.
На островах діючі вулкани. Прісної води немає.
| Росія | Це незавершена стаття з географії Росії. Ви можете допомогти проєкту, виправивши або дописавши її. |